# Ferdinand David
Ferdinand David (19. června 1810, Hamburk – 18. července 1873, Klosters, Švýcarsko) byl německý houslový virtuóz a skladatel.

## Život
Narodil se v Hamburku, v témže domě, kde se o rok dříve narodil Felix Mendelssohn-Bartholdy. Byl vychován v židovské víře, ale později konvertoval ke křesťanství. Byl žákem Louise Spohra a Moritze Hauptmanna. V roce 1826 se stal houslistou Královského městského divadla v Berlíně. V roce 1829 působil jako první houslista v kvartetu barona Carla Gottharda von Liphardt v Dorpatu, dnešním estonském městě Tartu, podnikal koncertní turné do Rigy, Petrohradu i do Moskvy. V roce 1835 se stal koncertním mistrem v orchestru lipského Gewandhausu, kde působil společně s Josephem Joachimem a Mendelssohnem. Na čas se pak vrátil do Dorpatu, kde se i oženil s dcerou barona Lipharta Sofií. V roce 1843 se stal profesorem houslové hry na lipské konzervatoři. V Lipsku měla také premiéru jediná Davidova opera Hans Wacht (1852).
Spolupracoval s Mendelssohnem při práci na jeho houslovém koncertu e-moll a také ho uvedl v premiéře v roce 1845. Kromě koncertní činnosti pracoval jako editor. Editoval vydání houslových děl Veraciniho, Locatelliho a Goldberga. Pro nakladatelství C. P. Peters připravil k vydání kompletní Beethovenova klavírní tria a Bachovy Sonáty a partity pro sólové housle.
Zemřel náhle v roce 1873, když byl na výletu ve švýcarských horách se svými dětmi.

## Dílo
- op. 2 Introduction et variations brillantes sur un thème original, pro housle a orchestr
- op. 3 Concertino pour violon
- op. 4 Concertino für Posaune und Orchester (Posaunenkonzert)
- op. 5 Introduction et Variations
- op. 6 Introduction et Variations sur un thème russe E-Dur
- op. 7 Introduction, Adagio et Rondeau (pro orchestr)
- op. 8 Introduction et Variations
- op. 9 6 Caprices
- op. 10 Concerto pour violon No. 1
- op. 11 Introduction et Variations sur un thème de Mozart A-Dur
- op. 12 Concertino für Fagott und Orchester (1838)
- op. 13 Introduction et Variations
- op. 14 Concerto pour violon No. 2
- op. 15 Introduction et Variations
- op. 16 Andante und Scherzo Capriccioso (pro orchestr)
- op. 17 Concerto pour violon No. 3
- op. 18 Konzert-Variationen
- op. 19 Introduction et Variations brilliantes
- op. 20 6 Caprices
- op. 21 Introduction et Variation
- op. 22 Concert-Polonaise
- op. 23 Concerto pour violon No. 4
- op. 24 Zwölf Salonstücke (duo)
- op. 25 Salon-Duett über ein Lied von E. Haase
- op. 26 Sechs Lieder (Buch I)
- op. 27 Sechs Lieder (Buch II)
- op. 28 Fünf Salonstücke (duo)
- op. 29 6 Lieder
- op. 30 Bunte Reihe (duo)
- op. 31 6 Lieder
- op. 32 Streichquartett
- op. 33 Žalm (Mein Aug' erheb' ich) pro dva soprány a klavír
- op. 34 Sieben Stücke für Cello (Duo)
- op. 35 Concerto pour violon No. 5
- op. 36 Kammerstücke (Duo)
- op. 37 Vier Märsche
- op. 38 Streichsextett
- op. 39 Etüden Dur und Moll (Nr. 6 „Am Springquell“)
- op. 40 Trois Impromptu en forme de valse
- op. 41 Nachklänge (Duo)
- op. 42 Festmarsch
- op. 43 Suite
- op. 44 24 Etüden für Anfänger
- op. 45 18 Etüden
- op. 46 Aus der Ferienzeit 1 (Duo)
- op. 47 Aus der Ferienzeit 2 (Duo)
- op. 48 Aus der Ferienzeit 3 (Duo)
- op. 49 Aus der Ferienzeit 4 (Duo)
- op. 50 Aus der Ferienzeit 5	(Duo)
- Canon für 3 Violinen (bez opusového čísla, 1852)
- Hans Wacht (opera, Lipsko, 1852)

Kromě toho upravil 24 capricií pro sólové housle Niccolò Paganiniho pro housle s doprovodem klavíru. Z pedagogické literatury je nejvýznamnější „Die Hohe Schule des Violinspiels: Werke Berühmter Meister des 17ten und 18ten Jahrhunderts“, obsahující 23 skladeb starých mistrů (Nicola Porpora, Giuseppe Tartini, Antonio Vivaldi, Jean-Marie Leclair, J. S. Bach a mnoho dalších.